# Ken Ken

Typisches KenKen-Problem

Lösung

Ken Ken ist ein Zahlenrätsel aus Japan. Es besteht aus einem n×n-Spielfeld, in dem Kästchen durch dickere Umrandung zu unterschiedlichen Bereichen zusammengefasst sind. In das Spielfeld sind nun Zahlen von 1 bis n gemäß den Regeln einzutragen.
Die japanische Bezeichnung ist Kashikoku naru Puzzle (japanisch 賢くなるパズル Kashikoku naru pazuru, deutsch ‚Puzzle zum weiser/kluger werden‘). Ken ist dabei die sinojapanische Lesung statt der japanischen Lesung kashiko(i) des ersten Schriftzeichens.

## Ursprung
Es wurde von dem Nachhilfelehrer Tetsuya Miyamoto für seine Schüler entwickelt und wird seit 2006 vom japanischen Verlag Gakken vertrieben. Dabei diente das Rätsel Sudoku als Vorlage.

## Regeln
Ken Ken folgt ähnlichen Regeln wie Sudoku. Pro Zeile und Spalte darf jede Zahl nur einmal vorkommen. Anders als beim Sudoku sind jedoch keine Zahlen vorgegeben. Stattdessen ist das Spielfeld in Bereiche aufgeteilt, die mit einem Rechenergebnis und einer Grundrechenart (Addition, Subtraktion, Multiplikation oder Division) markiert sind. Die Zahlen innerhalb jedes Bereichs müssen dabei das angegebene Ergebnis mit der angegebenen Grundrechenart hervorbringen. Die Reihenfolge der Operanden ist nicht festgelegt. Zum Beispiel können in einem Divisionsfeld sowohl der Dividend als auch der Divisor links oder rechts stehen.

## Rechtliches
Der Name Ken Ken ist in vielen Ländern markenrechtlich geschützt. Deswegen wird diese Rätselart in den meisten Publikationen anders bezeichnet; beispielsweise: Minuplu, Basic, KenDoku, MathDoku, CalcuDoku oder Yukendo.